# Raderberg
Der Stadtteil Raderberg liegt im Süden der Stadt Köln. Er gehört dem Stadtbezirk Rodenkirchen an.

## Lage
Raderberg ist ein Stadtteil vor den mittelalterlichen Toren Kölns. Im Osten grenzt der Stadtteil an Bayenthal, im Süden an Raderthal und Marienburg, im Westen an Zollstock und an den Vorgebirgspark, im Norden an die Neustadt-Süd mit dem ehemaligen Güterbahnhof Bonntor und der Eisenbahnlinie zur Kölner Südbrücke.

## Geschichte
Der Name Raderberg geht auf gerodeten Wald oder die alte Hinrichtungsstätte Marterberg zurück. Hier wurde 1225 der Graf Friedrich zur Strafe auf ein Rad gebunden, nachdem er seinen Vetter, den Kölner Erzbischof Engelbert, getötet hatte. 1174 wurde dieses Gebiet gegen eine jährliche Abgabe vom Propst von St. Severin, Konrad von Blankenheim, den Juden der Stadt zur Verfügung gestellt. Diese errichteten hier den alten jüdischen Friedhof. Es entstanden die Bezeichnungen Judenbüchel und Am todten Juden. Die jüdische Bevölkerung Kölns war in der Bartholomäusnacht vom 23. auf den 24. August 1349 getötet worden und am Bartholomäustag im Jahr 1424 ordnete der Kölner Stadtrat an, dass die Juden aus Köln verbannt wurden. 
Politisch gehörte Raderberg seit dem Mittelalter zum Amt Brühl im Kurfürstentum Köln. Im Jahr 1794 besetzten französische Revolutionstruppen das Rheinland und es entstand die Mairie Rondorf im Kanton Brühl im Arrondissement de Cologne. Nach den Befreiungskriegen 1815 gehörte Raderberg zur Bürgermeisterei Rondorf im Landkreis Köln. 1888 wurde Raderberg ein Stadtteil Kölns. Mit Raderberg wurde auch die im 19. Jahrhundert entstandenen Orte Arnoldshöhe und Mannsfeld nach Köln eingemeindet. Sie wuchsen mit Raderberg zum heutigen Stadtteil Raderberg zusammen.
1923 konnte die jüdische Gemeinde Kölns einen Teil des alten jüdischen Friedhofes erwerben und ihn wieder einrichten. Doch 1936 wurden die Reste des alten jüdischen Friedhofes, des Judenbüchel, aufgelassen und in den Jahren 1937 bis 1940 mit dem neuen Kölner Großmarkt des Architekten Theodor Teichen überbaut. Heute erinnert eine Gedenktafel am Haupttor der unter Denkmalschutz stehenden Haupthalle des Großmarktes an den alten jüdischen Friedhof. Seit 1975 ist Raderberg ein Stadtteil des Stadtbezirks Rodenkirchen.
Nachdem in der Mitte des 19. Jahrhunderts zuerst Kleinbauern in Raderberg gesiedelt hatten, kamen in den 1870er Jahren kleine und mittlere Fabrikbetriebe hinzu. Wegen der niedrigen Bodenpreise in der Raderberger Gegend und der guten Anbindung an die Stadt Köln durch eine Pferdebahn entstanden schon früh erste größere Arbeitersiedlungen, die Siedlung Wilhelmsruh ab 1888 und die Siedlung der Firma Stollwerck ab circa 1902. 
Die Botschaft des Staats Eritrea hatte in der Bundesrepublik Deutschland von Mitte der 1990er-Jahre bis Anfang 2002 ihren Sitz in Raderberg. (→ Eintrag in Botschaftsliste).
Am Raderberggürtel befinden sich mehrere große Autohäuser und zahlreiche Händler für Autoteile und Zubehör. Das Ortsbild wandelt sich seit 2012 durch die Umwandlung der ehemaligen Industriegelände DuPont, Löring und der Wäscherei in Wohngebiete und die Einwohnerzahlen steigen an. Mit dem für das Jahr 2020 beschlossenen, aber auch 2024 immer noch ausstehendem Umzug des Großmarkts an den Stadtrand nach Köln-Marsdorf, befindet sich der Stadtteil durch die Nähe zur Innenstadt weiterhin im starken Umbruch. Auf dem Großmarkt-Gelände ist das Projekt Parkstadt Süd mit über Tausend Wohneinheiten geplant und die Ausrichtung der Bundesgartenschau im Gespräch.

## Bevölkerungsstruktur
Struktur der Bevölkerung von Köln-Raderberg (2021):
- Durchschnittsalter der Bevölkerung: 40,3 Jahre (Kölner Durchschnitt: 42,3 Jahre)
- Ausländeranteil: 19,3 % (Kölner Durchschnitt: 19,3 %)
- Arbeitslosenquote: 7,3 % (Kölner Durchschnitt: 8,6 %)

## Verkehrsanbindung

### Öffentlicher Nahverkehr
Ab 1913 fuhr die Straßenbahn-Linie 7 über die Brühler Straße durch Raderberg, deren Strecke 1955 auf Gelenkbusse zur Buslinie 133 umgestellt wurde.
Durch die im Bau befindliche Nord-Süd-Stadtbahn erhält Raderberg erneut eine Anbindung an die Stadtbahn der KVB. Im Zuge der Neubauten der Nord-Süd-Stadtbahn soll die Linie 5 der KVB, welche aktuell bis zum Heumarkt fährt, über die Bonner Straße bis zum Verteilerkreis Köln Süd verkehren. In der vierten Ausbaustufe der Nord-Süd-Stadtbahn soll die Linie 5 über Rondorf nach Meschenich erweitert werden und soll die Buslinie 132 vollständig ersetzen. Des Weiteren gibt es Überlegungen die Linie 5 durch Taktverstärkungen zu unterstützen, noch ist aber unklar, ob diese eine neue Liniennummer erhalten wird. Es werden folgende Haltestellen der Linie 5 in Raderberg bedient: Marktstraße, Cäsarstraße, Bonner Straße/Gürtel
Seit dem 3. Dezember 2016 ist die Bus-Linie 133 auf E-Busse umgestellt. Bis zu acht elektrisch angetriebene Gelenkbusse befinden sich täglich im Liniendienst auf der rund sieben Kilometer langen Strecke zwischen dem Breslauer Platz/Hauptbahnhof und dem Südfriedhof in Zollstock.
Durch die städtebauliche Entwicklung der Parkstadt Süd auf dem Gelände des Großmarktes und der steigenden Nachfrage des Öffentlichen Personennahverkehrs im Kölner Süden soll eine Verbesserung in Raderberg stattfinden. Daruntergefasst gibt es unterschiedliche Planungen:
- Verlängerung der Gürtelbahnlinie 13 vom Sülzgürtel aus zum Rheinufer in Bayenthal.[12]
- Einrichtung einer neuen S-Bahn-Station der S-Bahn Köln als neuer Verknüpfungspunkt der Nord-Süd-Stadtbahn und der Eisenbahn an dem Haltepunkt Bonner Wall. In aktuellen Planungen soll eine S 16 neu entstehen, welche die Südstadt direkt mit dem Flughafen verbindet.[13]
- Neubau einer Verbindung von der Bestandstrecke in Zollstock der Linie 12 zur Großmarkt Halle in der zukünftigen Parkstadt Süd.[14]

### Straßenverkehr
Über die Hauptstraßen bestehen direkte Verbindungen zum Autobahnkreuz Köln-Süd der A 4 und A 555 und zur Autobahn-Anschlussstelle „Köln-Eifeltor“ der A 4. Durch das benachbarte Raderthal verläuft die B 51, welche von Köln nach Brühl führt und an der Stadtgrenze Anschluss zur A 553 bietet.

## Religion

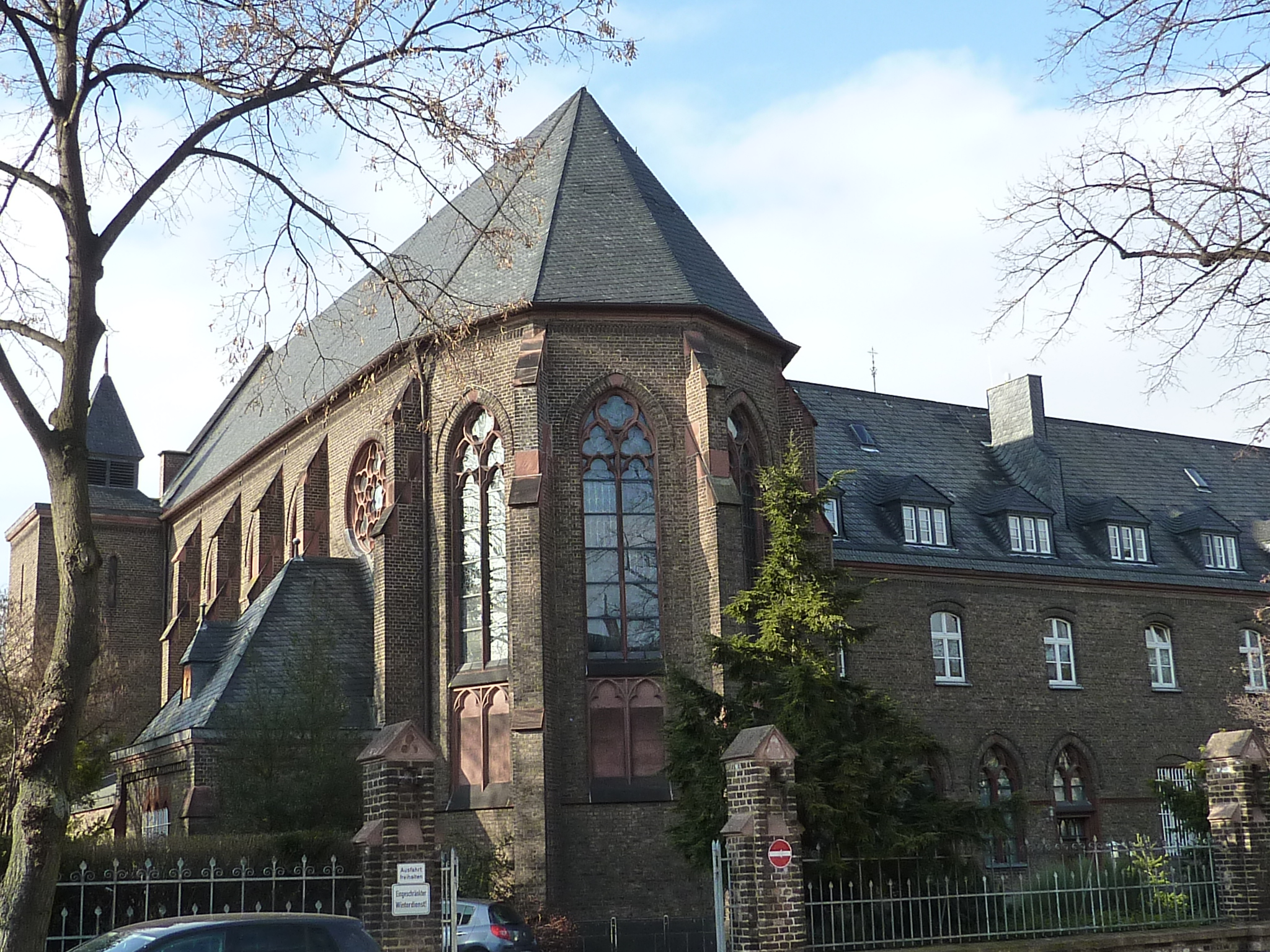
Herz-Jesu-Kloster zu Raderberg (2011)

- Um die katholische Pfarrkirche St. Mariä Empfängnis an der Brühler Straße bildet sich der Kern des Stadtteils.
- Herz-Jesu-Kloster der Benediktinerinnen vom Allerheiligsten Sakrament

## Öffentliche Einrichtungen/Freizeit
- Grundschule Annastraße
- Berufskolleg für Medienberufe
- Großmarkt Köln
- Raderbergkonzerte im Kammermusiksaal des Deutschlandfunks
- Kunstsalon Köln, eine alte Kupferschmiede, die heute für Kunstausstellungen und Veranstaltungen dient
- Alte Versteigerungshalle, Veranstaltungshalle
- Vorgebirgspark
- → Liste der Baudenkmäler im Kölner Stadtteil Raderberg

## Bildergalerie

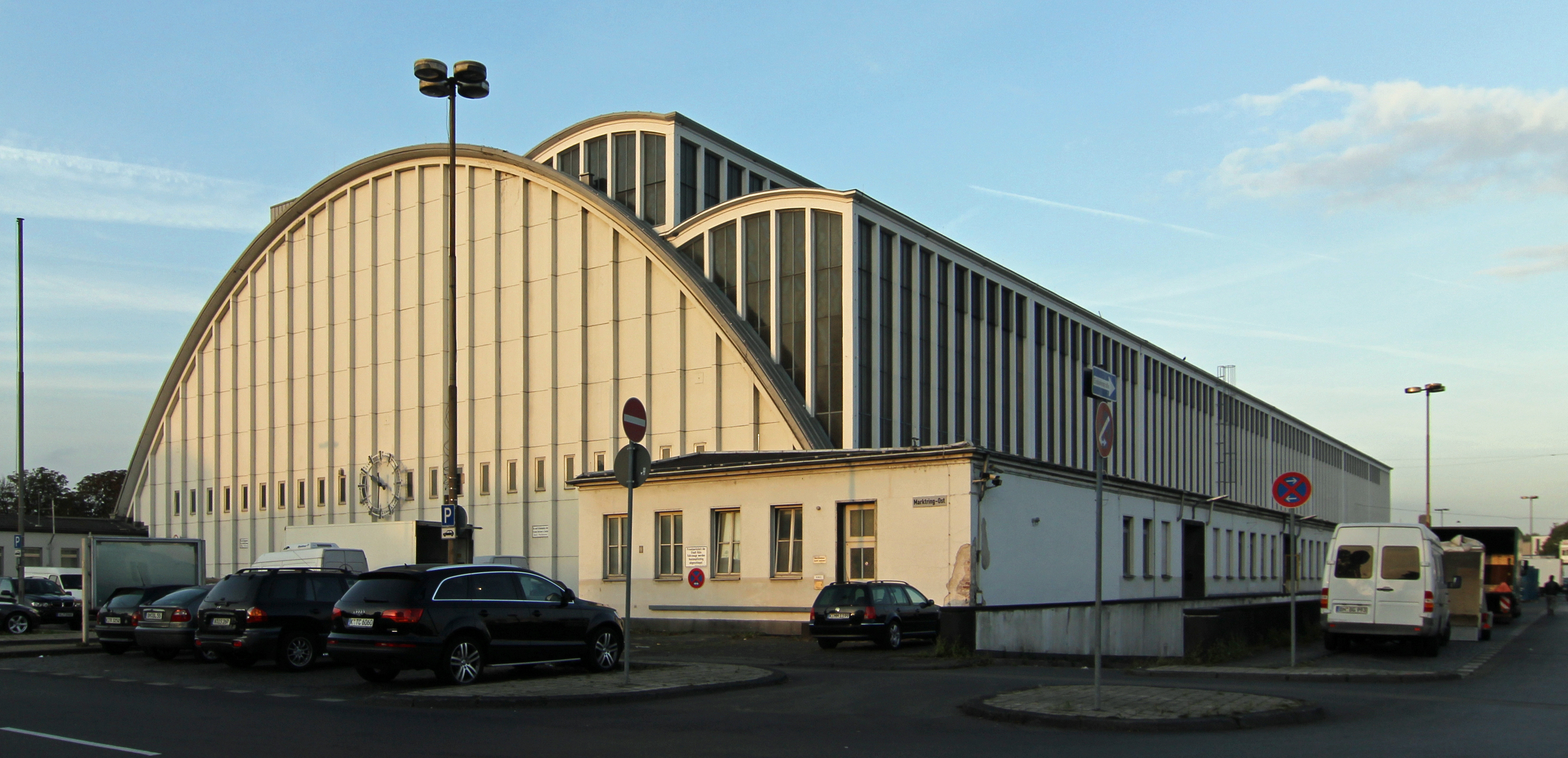
Großmarkt der Stadt Köln
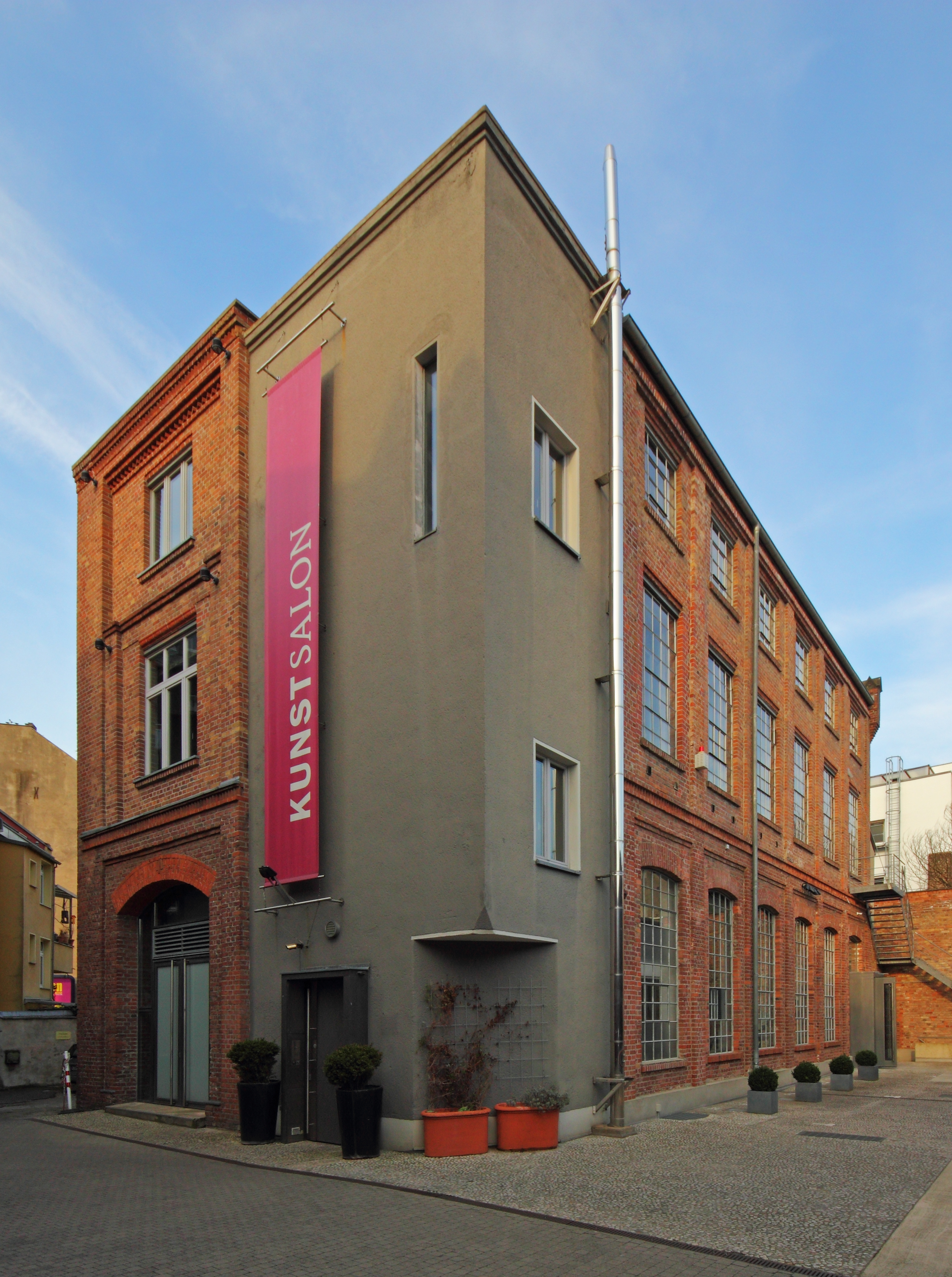
Kunstsalon
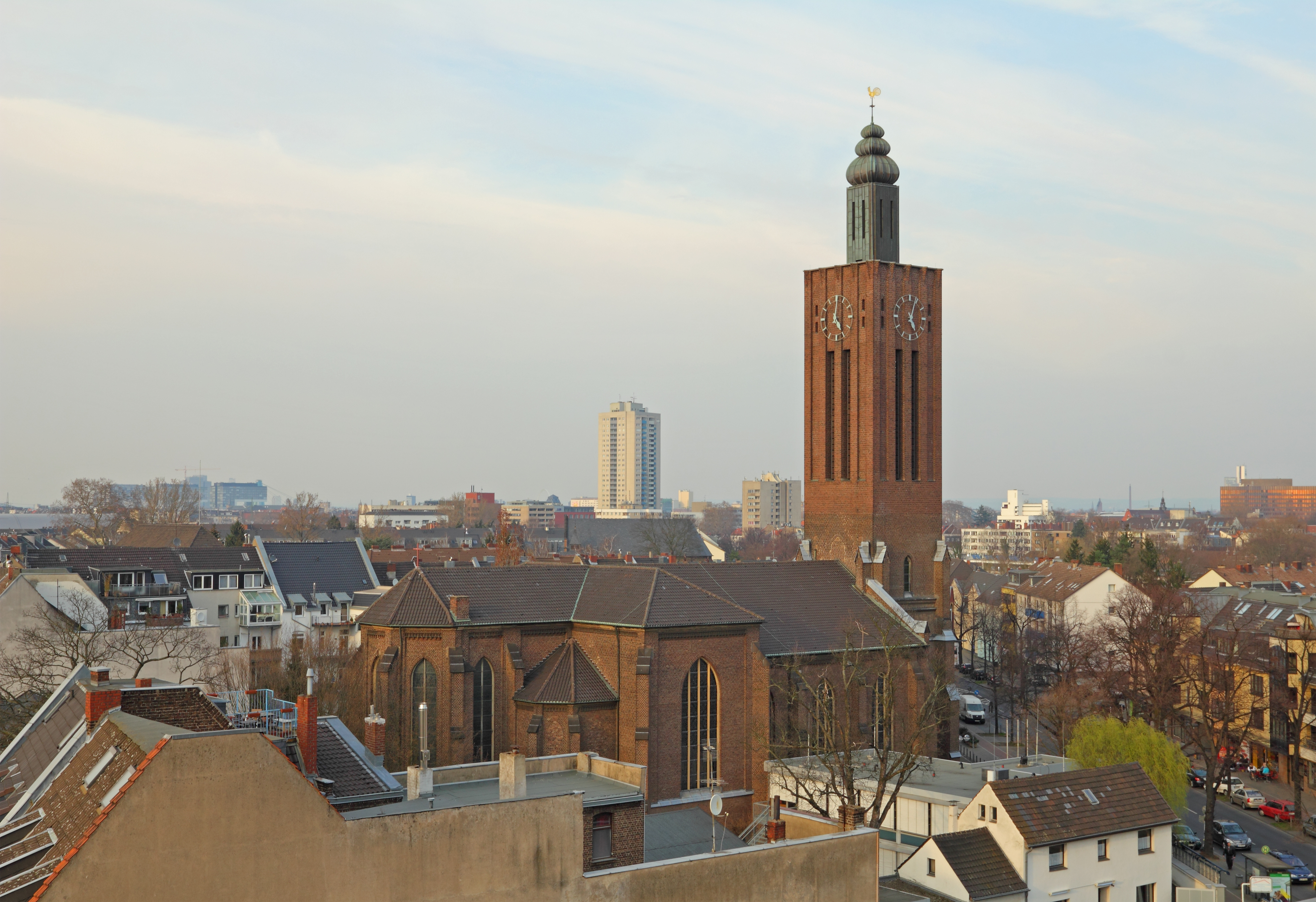
Kirche St. Mariä Empfängnis